# Colet van der Ven
Coleta Magdalena Maria (Colet) van der Ven (Goirle, 4 september 1957) is een freelance-journalist en voormalig tv-presentatrice.

## Loopbaan
Tijdens en na haar studie pedagogiek aan de Universiteit Utrecht werkte zij een aantal jaren in de hulpverlening, onder andere in India en Haïti. In 1985 maakte ze de omslag naar de journalistiek. Zij werkte voor radio en televisie bij de IKON, de VPRO, de VARA, de NCRV en de KRO en maakte interviews en reportages voor onder andere Opzij, Trouw, NRC Handelsblad, Het Parool, de Volkskrant, Vrij Nederland, De Groene Amsterdammer en Roodkoper. Ze was een van de presentatoren van het NCRV-radioprogramma Casa Luna. Eerder presenteerde zij de radioprogramma's Bonnefooi, De Grote Vraag en Plein Publiek en het televisieprogramma Het Vermoeden. 
In 2015 en 2016 trad Van der Ven op als presentatrice van het late-avondgespreksprogramma De Nachtzoen, dat toen door de IKON werd uitgezonden. Ook presenteerde zij in die jaren het IKON- programma De Nieuwe Wereld.
Ze was als freelance–programmamaker verbonden aan De Nieuwe Liefde, centrum voor debat, bezinning en poëzie. Ook was ze voorzitter van het bestuur van Stichting On file - associatie van gevluchte journalisten en schrijvers.
In 2018 verscheen Onzichtbare levens, een boek dat zij maakte samen met fotograaf Adriaan Backer over mensen met hiv wereldwijd. Eind 2015 publiceerde zij het boek Het kwaad en ik, een zoektocht naar de wortels van geweld. Ook heeft ze een aantal interviewbundels op haar naam staan, waaronder En God viel uit de hemel - Levensverhalen van een generatie (ex)dominicanen (2008), Waar hoor je bij (2005), Taal als sleutel (2004) Zeggen wat onzichtbaar is (2003), Bevochten leven (2001), Het kwaad (1999), Van oude mensen (1997). Op 1 april 2011 verscheen haar boek: Slagschaduwen, erfenis van een koloniaal verleden, waarin zij Curaçaoënaars interviewde over de doorwerking van slavernij en kolonisatie.

## Privé
Van der Ven was getrouwd met Huub Oosterhuis, die overleed op Eerste Paasdag 9 april 2023.